# SMIL
SMIL és l'acrònim de Synchronized Multimèdia Integration Language (llenguatge d'integració multimèdia sincronitzada) i és un estàndard del World Wide Web Consortium (W3C) per a presentacions multimèdia. El llenguatge SMIL permet integrar àudio, video, imatges, text o qualsevol altre contingut multimèdia.
SMIL es pronuncia (en anglès) de la mateixa manera que smile, que significa "somriure".

## SMIL l'estàndard
La recomanació SMIL està a càrrec del grup de treball Synchronized Multimèdia Activity
(Activitat sobre Sincronització Multimèdia, sota l'acrònim SYMM) del World Wide Web Consortium. Els objectius d'aquesta recomanació són:
- Definir un llenguatge basat en XML que permeti als autors crear presentacions multimèdia. Mitjançant SMIL, un autor pot descriure el comportament temporal de la seva presentació multimèdia, associar hipervincles a contingut multimèdia i descriure la disposició de la presentació en la pantalla.
- Facilitar la reutilització de la sintaxi i semàntica de SMIL en altres llenguatges basats en XML, en particular aquells que requereixen representar sincronització i temporització. Per exemple, SMIL pot integrar-se en XHTML i SVG.

Com a estàndard obert del W3C, SMIL està lliure de patents.

## Com funciona
SMIL consisteix en un conjunt d'etiquetes XML que descriuen:
- Fonts de contingut: imatge estàtica (JPEG, PNG, etc.), àudio (MP3, WAV, etc.), vídeo (MPG, AVI, etc.), text pla, fluxos de text (SUB, RT, etc.) i animacions (SVG, VML, etc.).
- Sincronització: cada font de contingut pot reproduir-se en seqüència o en paral·lel amb les altres.
- Temporització: és possible definir els instants en el qual una font de contingut ha d'iniciar o detenir la reproducció, bé mitjançant esdeveniments, bé mitjançant cronòmetre.
- Posició: les fonts de contingut poden posicionar-se en la pantalla i ajustar la seva grandària o altres propietats.
- Enllaços: per interactuar amb l'usuari.
- Animacions: per canviar dinàmicament les propietats d'objectes de contingut. Per exemple, la seva posició o color.

Un reproductor apropiat pot llegir i interpretar un fitxer SMIL i reproduir les accions que en ell es descriuen.

## Possibles aplicacions
La utilitat més òbvia de SMIL és la creació de presentacions multimèdia o transparències. No obstant això, no es descarten altres utilitats:
- Subtitulat de pel·lícules estrangeres.
- Suport a disminuïts sensorials.
- karaoke.
- Noticiaris teletip.
- Entre altres.

SMIL també s'està adoptant com a mitjà d'harmonitzar els formats de missatgeria multimèdia en telefonia mòbil (MMS).
```
<?xml verson="1.0" encoding="UTF-8"?>
<smil xmlns:qt="
{{format ref}} http://www.apple.com/quicktime/resources/smilextensions
 (; vegeu l'historial, la i l'última)." qt:time-slider="true">
<head>
<layout>
<meta name="title" content="SMIL Demo"/>
<meta name="author" content="juanjas2000@yahoo.es"/>
<meta name="author" content="J.S."/>
<root-layout width="480" height="400" background-color="xarxa"/>
<region id="text" background-color="black" top="340" left="0" height="80" width="480" />
<region id="vim_icon01" left="35" top="80" width="410" height="200" />
<region id="video" top="0" left="0" height="400" width="480" fit="meet"/>
</layout>
</head>
<bodi>
<parell dur="0.00:36.00" >
<textstream src="madrid.txt" region="text" system-captions="on" dur="0.00:36.00" begin="0.00:00.00"/>
<a href="http://www.example.org"><img src="barcelona1.jpg" alt="The vim icon" region="vim_icon01" dur="00.00:02.00" begin="00.00:00.00"/></a>
<img src="barcelona2.jpg" alt="The vim icon" region="vim_icon01" dur="00.00:02.00" begin="00.00:02.0"/>
<img src="barcelona3.jpg" alt="The vim icon" region="vim_icon01" dur="00.00:02.00" begin="00.00:04.0"/>
<video dur="0.00:30.00" src="cervesa.mpg" begin="00.00:06.00" region="video" title="video"/>
</parell>
</bodi>
</smil>
```

## Implementacions
SMIL ja compta amb nombroses implementacions, entre les quals cal distingir:
- Reproductors: faciliten la interpretació i execució de SMIL.
- Eines: faciliten la creació de SMIL als autors.

S'ha de tenir en compte que existeixen implementacions tan comercials com a obertes, tant gratuïtes com de pagament, encara que l'estàndard sigui gratuït i obert.